# Iker Ballarin
Iker Ballarin Manso (Vitoria, Álava, 4 de mayo de 1997) es un ciclista español que fue profesional entre 2020 y 2023.

## Biografía
En 2018 y 2019 se destacó en el calendario amateur vasco al obtener varias victorias y varios puestos de honor.
Tras haber estado durante el final de 2019 de stagiaire (aprendiz) en Fundación Euskadi, allí se convirtió en profesional en 2020, posteriormente rebautizada como Euskaltel-Euskadi. Inició su temporada en el Vuelta a San Juan, donde destacó participando en tres escapadas.
En 2021 terminó trigésimo noveno en la Vuelta a Turquía. En enero de 2023 se escapó en la Gran Premio Valencia.[cita requerida]
En diciembre de 2023 se vio obligado a retirarse debido a un problema en una de sus piernas que le impedían seguir yendo en bicicleta.

## Palmarés
- No consiguió victorias como profesional.

## Equipos
- Fundación Euskadi (stagiaire) (08.2019-12.2019)
- Euskaltel-Euskadi (2020-2023)